# Hypoxis costata
Hypoxis costata är en enhjärtbladig växtart som beskrevs av John Gilbert Baker. Hypoxis costata ingår i släktet Hypoxis och familjen Hypoxidaceae. Inga underarter finns listade i Catalogue of Life.